# سنبلة (شهر)
سنبلة هو الشهر السادس في التقويم الهجري الشمسي ويتكوّن من 31 يوما. يسمى شهريور في تقويم إيران الحالي. يبدأ سنبلة (في علم التنجيم) عندما تكون الشمس في برج السنبلة (أو عذراء) فلكيا.
شهر السنبلة (في کثير من الأحيان) يوافق: من 23 أغسطس إلى 22 سبتمبر الميلادي غالباً.

## أحداث
- 20 سنبلة (شهريور) سنة 1 هجري شمسي (يوم الخميس 26 صفر سنة 1 هجري قمری) يوافق: 9 سبتمبر عام 622 يولياني المیلادی القديمة (12 سبتمبر عام 622 غريغوري المیلادی الحديثة). أول يوم لهجرة الرسول من مكة إلى المدينة وهذه سنة الهجریة يکون مبدأ تقويم الهجری الشمسی والهجری القمری.[1]